# 本宮山 (岡崎市・豊川市・新城市)
本宮山（ほんぐうさん）は、愛知県岡崎市・豊川市・新城市にまたがる三河山地の標高789mの山である。一帯は大きな杉が生い茂っており、本宮山県立自然公園に指定されている。

## 山頂
山頂近くには三河国一宮の砥鹿神社奥宮があり、東三河の人々の信仰の対象として親しまれている。奥宮付近には飲料水の自動販売機や公衆トイレ、休憩所が設置されている。気象条件が良ければ、山頂から微かに三河湾を望むことができる。奥宮へ上がる石段の途中には富士山が見える場所もある。
山頂一帯には豊橋中継局があり、巨大なアンテナ群がひしめき合っている。2006年（平成18年）2月1日より無料化された本宮山スカイラインが山頂近くまで通っている。山頂には、一等三角点（点名：「三本宮山」）が設置されている。

## 登山
休日ともなればハイキング（ハイカー）で溢れる人気の山だが、平日でも登山者が少なくない。岡崎市側のくらがり渓谷から登ることも可能だが、南側（豊川市）の山麓には本宮山ウォーキングセンターが整備されていて、ここから表参道を登るのが一般的なハイキングコースである。同じく南側には新東名高速道路が走っており、南西麓を貫く「本宮山トンネル（上り：2,043m、下り：2,097m）」がある。

## 交通アクセス

### 南側（本宮山ウォーキングセンター）
- 東名高速道路 豊川インターより本宮山ウォーキングセンターまで車で約10分。
- JR飯田線 豊橋駅から長山駅まで約20分。長山駅から本宮山ウォーキングセンターまで徒歩で約20分。
- JR飯田線 豊川駅から豊川市コミュニティバス一宮線「本宮の湯」行きで19分、「ウォーキングセンター」バス停下車（豊橋駅前からも乗車可能）。

### 北側（くらがり渓谷）
- 名鉄名古屋本線 本宿駅から名鉄バス「くらがり渓谷」行きで35分、終点「くらがり渓谷」バス停下車。バスの本数が1日3本と少ないため、乗車時間にゆとりを持って利用する必要がある。

## ギャラリー
- 表参道の登山口
- 登山道途中の東屋
- 登山道途中の清水舎
- 登山道
- 登山道
- 山頂の駐車場
- 山頂の大己貴命像
- 山頂の豊橋中継局
- 山頂の砥鹿神社奥宮